# Björngöl (Hjorteds socken, Småland, 638209-153523)
Björngöl är en sjö i Västerviks kommun i Småland och ingår i Marströmmens huvudavrinningsområde.